# Những thay đổi sinh lý của người mẹ trong thai kỳ

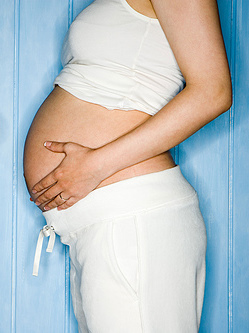
Xương chậu và tư thế cơ thể khi mang thai

Những thay đổi sinh lý của người mẹ trong thai kỳ là sự thích nghi trong thai kỳ mà cơ thể người phụ nữ trải qua để thích nghi với phôi thai hoặc thai nhi đang phát triển. Những thay đổi sinh lý này là hoàn toàn bình thường, và bao gồm thay đổi hành vi (não), tim mạch (tim và mạch máu), huyết học (máu), chuyển hóa, thận (thận), tư thế và hô hấp (thở). Tăng lượng đường trong máu, nhịp thở và cung lượng tim là tất cả những thay đổi dự kiến cho phép cơ thể phụ nữ mang thai tạo điều kiện cho sự tăng trưởng và phát triển thích hợp của phôi thai hoặc thai nhi trong thai kỳ. Phụ nữ mang thai và nhau thai cũng sản xuất nhiều loại hormone khác có tác dụng rộng rãi trong thai kỳ.

## Nội tiết tố
Phụ nữ mang thai trải qua nhiều điều chỉnh trong hệ thống nội tiết của họ giúp hỗ trợ thai nhi đang phát triển. Đơn vị thai nhi - nhau thai tiết ra các hormone steroid và protein làm thay đổi chức năng của các tuyến nội tiết khác nhau của mẹ. Đôi khi, những thay đổi về mức độ hormone nhất định và ảnh hưởng của chúng lên các cơ quan đích của chúng có thể dẫn đến bệnh tiểu đường thai kỳ và tăng huyết áp thai kỳ.

### Đơn vị thai nhi-nhau thai

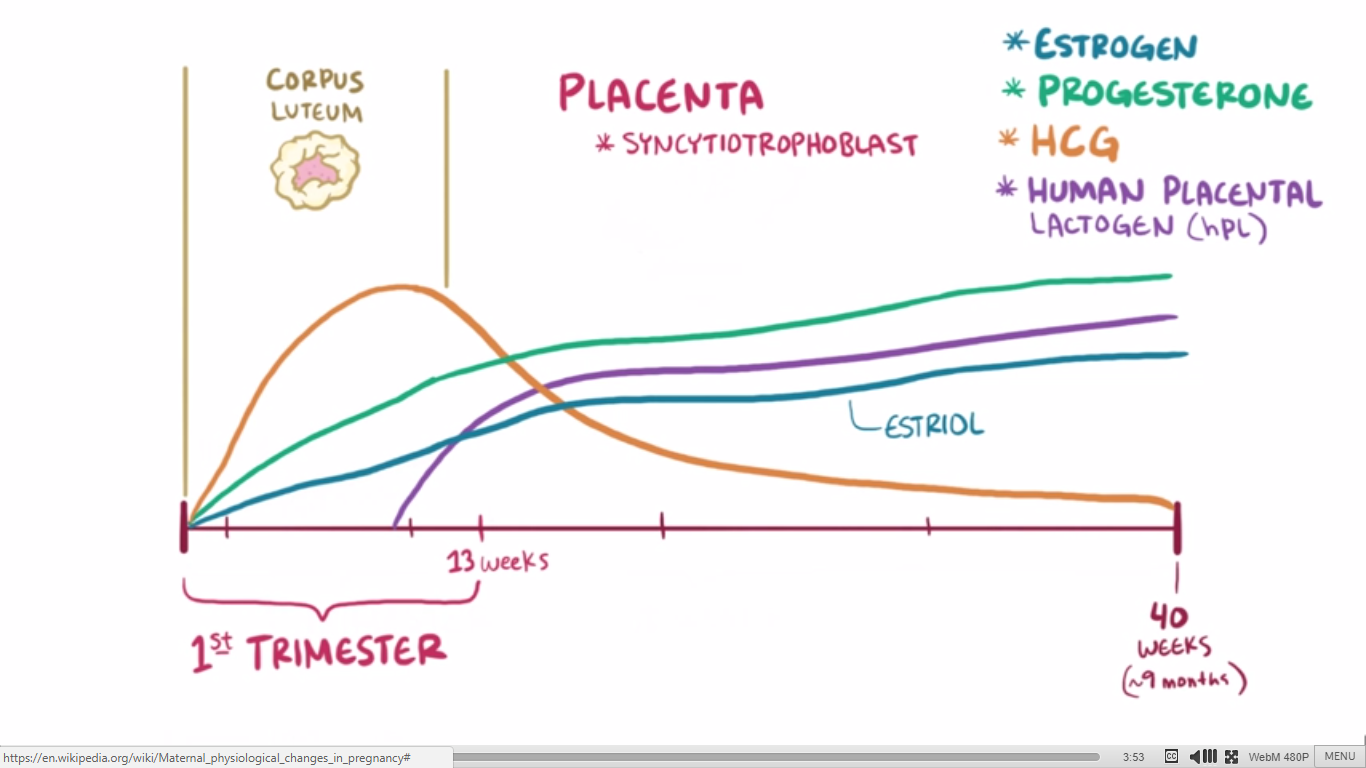
Đồ thị nồng độ estrogen, progesterone, beta-hcg trong suốt thai kỳ

Nồng độ progesterone và estrogen tăng liên tục trong suốt thai kỳ, ức chế trục hạ đồi và sau đó là chu kỳ kinh nguyệt. Progesterone được sản xuất đầu tiên bởi hoàng thể và sau đó là nhau thai trong tam cá nguyệt thứ hai. Phụ nữ cũng trải qua sự gia tăng gonadotropin màng đệm ở người (-hCG), được sản xuất bởi nhau thai.

### Insulin tụy
Nhau thai cũng tạo ra lactose nhau thai của con người (hPL), kích thích quá trình phân giải mỡ của mẹ và chuyển hóa axit béo. Kết quả là, việc này này bảo tồn đường huyết để sử dụng cho thai nhi. Nó cũng có thể làm giảm độ nhạy cảm mô của mẹ với insulin, dẫn đến bệnh tiểu đường thai kỳ.

### Tuyến yên
Tuyến yên phát triển thêm khoảng một phần ba là kết quả của sự tăng sản của tuyến sữa để đáp ứng với estrogen huyết tương cao. Prolactin, được sản xuất bởi các loại vi khuẩn Lactrotroph tăng dần trong suốt thai kỳ. Prolactin làm trung gian sự thay đổi cấu trúc của tuyến vú từ ống dẫn đến phế nang-phế nang và kích thích sản xuất sữa.

### Tuyến cận giáp
Sự hình thành xương của thai nhi và sau đó cho con bú thử thách cơ thể người mẹ để duy trì mức calci của họ. Bộ xương của thai nhi cần khoảng 30 gram calci vào cuối thai kỳ. Cơ thể người mẹ thích nghi bằng cách tăng hormone tuyến cận giáp, dẫn đến sự gia tăng sự hấp thu calci trong ruột cũng như tăng sự tái hấp thu calci của thận. Tổng calci huyết thanh của người mẹ giảm do giảm albumine, nhưng nồng độ calci ion hóa được duy trì.